# Codebuch

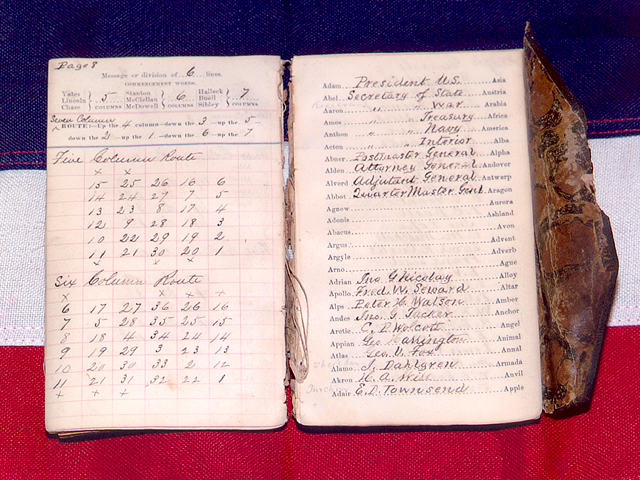
Kryptographisches Codebuch aus dem amerikanischen Bürgerkrieg, das von der Unions-Armee zur Verschlüsselung von telegrafischen Meldungen verwendet wurde

Ein Codebuch (selten auch: Kodebuch) ist ein Verzeichnis, in dem einerseits Buchstaben, Ziffern, Silben, Zahlen, Wörter, Satzteile oder ganze Sätze aufgelistet sind und andererseits diesen „Textfragmenten“ (Phrasen) bestimmte Zeichenkombinationen zugeordnet werden.
Codebücher wie das im Bild dienten nicht nur zur Geheimhaltung von Botschaften, sondern sie wurden in der Telegrafie auch dazu benutzt, um die Textlänge und damit die Telegramm-Gebühren zu senken.

## Beispiel

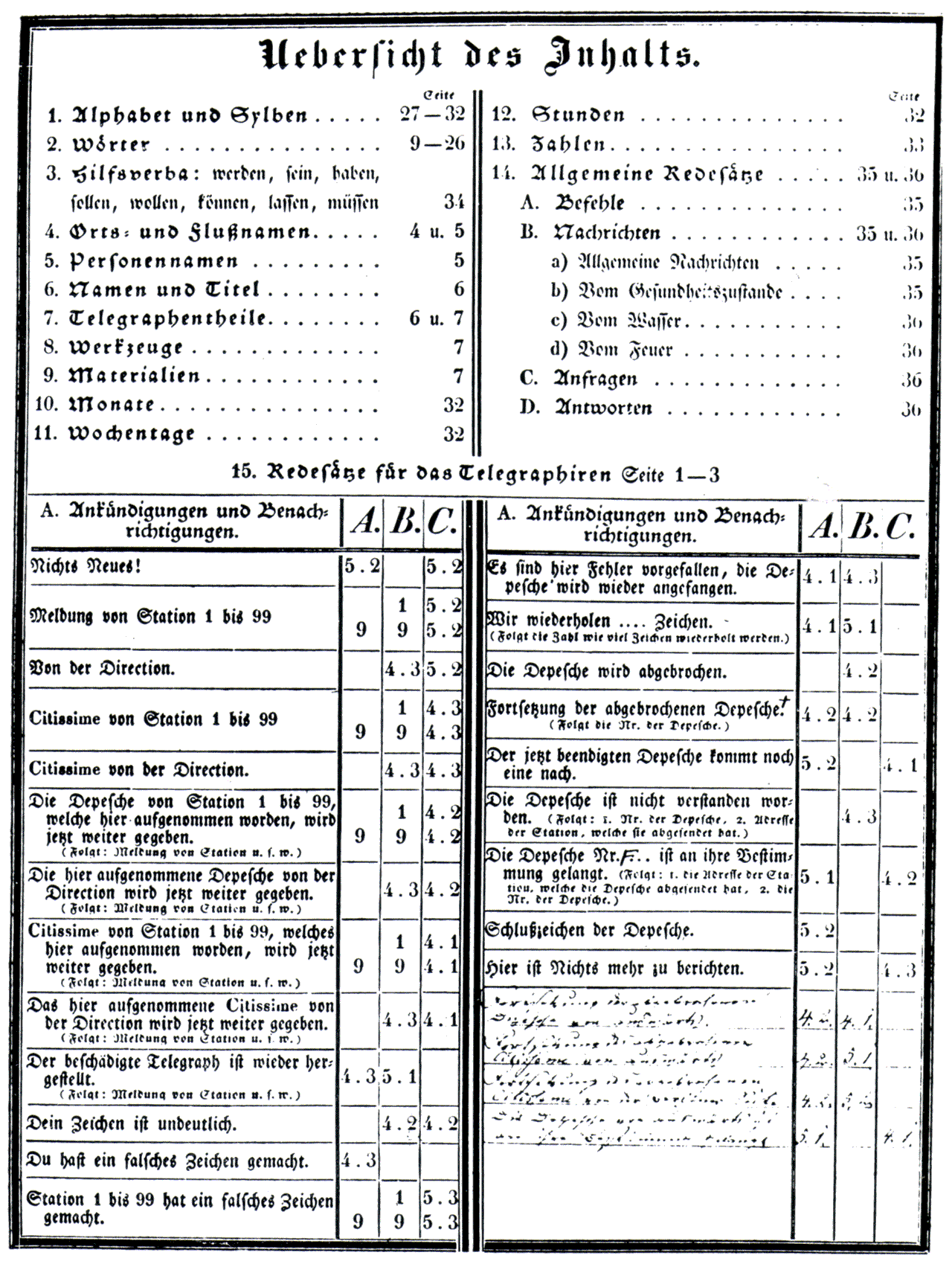
Seite aus einem preußischen Telegrafen-Codebuch, 1832

Ein einfaches Beispiel für ein Codebuch und dessen Gebrauch wäre folgendes:
```
AAA   Komme heute
BBB   Komme morgen
CCC   Komme übermorgen
DDD   Komme nächste Woche
EEE   Komme überhaupt nicht
FFF   Bleibe kurz
GGG   Bleibe lang
```

Will der Absender nun die Nachricht „Komme nächste Woche, bleibe kurz“ mitteilen, so kann er unter Benutzung des obigen Codebuchs „DDDFFF“ übermitteln. In der Realität sind Codebücher natürlich wesentlich umfangreicher als in diesem Beispiel. Es handelt sich dabei nicht selten um Bücher mit vielen hundert Seiten Umfang, ähnlich wie Telefonbücher oder Lexika.

## Anwendungsfälle
Man unterscheidet zwischen Codebüchern, die zum Zwecke einer einfachen oder einheitlichen Datenübertragung dienen, Codebüchern, die zur Datenkompression (Verringerung der Datenmenge) verwendet werden, und Codebüchern, deren Zweck es ist, die zu übermittelnden Informationen geheim zu halten. Als Beispiele für die jeweiligen Anwendungsfälle sind zu nennen:
- der Morsecode zur einfachen Datenübertragung mit Hilfe von zwei Zeichen (Punkt und Strich),
- der ASCII zur einheitlichen Darstellung von Schriftzeichen als Bitmuster,
- der Huffman-Code oder die tokenbasierte Kompression, um die Datenmenge zu reduzieren (redundanzmindernde Codierung), sowie
- der Wetterkurzschlüssel zur geheimen Übertragung von Wetterdaten von den deutschen U-Booten im Zweiten Weltkrieg.

Auch Mischformen sind denkbar. So diente der Wetterkurzschlüssel nicht nur dazu, die Wettermeldungen geheim zu halten, sondern durch ihn konnte auch die Länge der Funksprüche wesentlich verkürzt werden und so die Gefahr des Peilens der Position der U-Boote verringert werden.
Geht es um Geheimhaltung und kommen einige Begriffe oder Sätze deutlich häufiger vor als andere, so empfiehlt es sich, für häufig auftretende Phrasen mehrere Geheim-Entsprechungen zu verwenden, beispielsweise für den Fall, dass die Besuchsmeldungen von oben geheim bleiben sollen, auch die Buchstabenkombinationen „QQQ“, „DEF“ oder „XYZ“ als Entsprechungen für einen Besuch zuzulassen, der erst in der nächsten Woche erfolgt. Im kryptographischen Sinn spricht man dann von Homophonen, das heißt „Gleichklängen“, und meint damit, dass einem Klartext, nämlich „Komme nächste Woche“, mehrere Geheimtext-Entsprechungen zugeordnet sind. Dies dient dazu, die unbefugte Entzifferung zu erschweren und dem möglichen Angreifer nicht zu gestatten, über eine Häufigkeitsanalyse den Sinn des Codes zu erschließen.

## Codebücher in der Geschichte

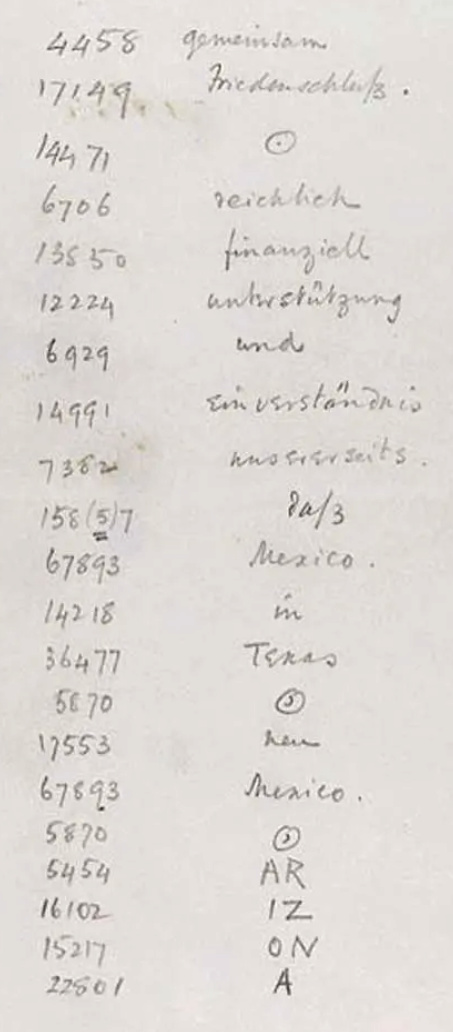
Entzifferte Begriffe aus der Zimmermann-Depesche

Während Codebücher für den Morsecode oder ASCII natürlich öffentlich bekannt sind und allgemein und einheitlich verwendet werden, müssen kryptographische Codebücher unbedingt geheim gehalten werden. Fallen sie in Feindeshand, dann ist die Kommunikation entlarvt und nicht mehr länger geheim. Dies kann speziell in kriegerischen Zeiten fatale Konsequenzen haben, insbesondere, wenn die Kompromittierung des Codes unbemerkt bleibt.
Ein Beispiel für die Kompromittierung geschah im Fall des Signalbuchs der Kaiserlichen Marine (SKM) im Ersten Weltkrieg. Im Gegensatz zum Internationalen Signalbuch handelte es sich dabei um ein geheimes Codebuch, das auf den deutschen Kriegsschiffen mitgeführt wurde. Wenige Tage nach Beginn des Ersten Weltkriegs lief der deutsche Kreuzer Magdeburg in der Ostsee auf Grund. Das Schiff musste aufgegeben werden, und zwei an Bord befindliche Exemplare des Signalbuchs wurden vorschriftsmäßig über Bord geworfen. Fatalerweise für die Deutschen, konnten diese jedoch kurze Zeit später von russischen Tauchern geborgen werden. Ein Exemplar wurde umgehend an die britische Admiralität weitergeleitet, und es lag bereits im Oktober 1914 dem britischen Marineminister Winston Churchill vor, ohne dass dies der deutschen Seite bewusst wurde.
Ein weiteres Beispiel, ebenfalls aus dem Ersten Weltkrieg, ist die Zimmermann-Depesche, deren Code ebenfalls geknackt werden konnte, was zum Eintritt der USA in den Ersten Weltkrieg führte.

## Praktische Aspekte

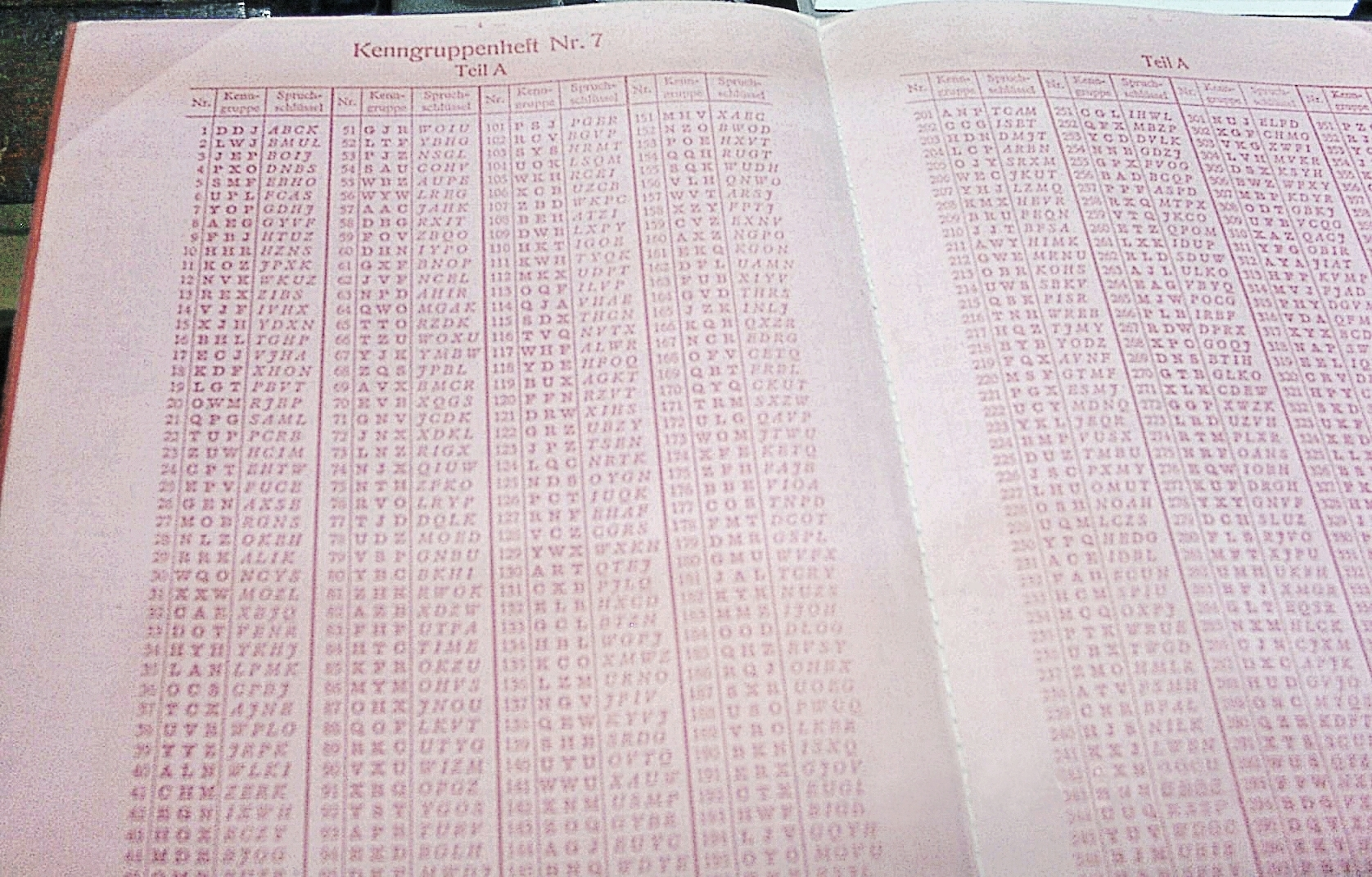
Dieses aus dem deutschen U-Boot U 505 erbeutete Kenngruppenheft war mit wasserlöslicher roter Tinte auf rosafarbenem Löschpapier gedruckt, um es im Fall von Gefahr schnell vernichten zu können.

Man unterscheidet einteilige und zweiteilige Codebücher. In einteiligen Codebüchern sind sowohl der Klartext als auch der Geheimtext gleichermaßen alphabetisch (lexikographisch) sortiert. Dies hat den Vorteil, dass nur ein einziges Buch zur Verschlüsselung und zur Entschlüsselung benötigt wird, jedoch den entscheidenden Nachteil, dass, bei Kenntnis von Teilen des Codebuchs, für einen Angreifer Rückschlüsse aufgrund der alphabetischen Anordnung viel leichter möglich sind.
Dieser Nachteil wird bei den zweiteiligen Codebüchern vermieden, bei denen im ersten Teil nur der Klartext alphabetisch aufgelistet ist, der Geheimtext jedoch aus ungeordneten Zeichenfolgen besteht. Zur Entschlüsselung benötigt man natürlich dann ein „inverses“ Codebuch, also einen zweiten Teil, in dem der Geheimtext alphabetisch angeordnet ist.
Codes werden in der Praxis häufig „überschlüsselt“ (Beispiel: Überverschlüsselung mit Hilfe einer Verschiebechiffre oder einer monoalphabetischen Substitution), um die unbefugte Entzifferung zu erschweren.
Ein weiterer praktischer Aspekt bei Codes ist die Möglichkeit zur „Entstümmelung“. Aufgrund von schlechten Übertragungsverhältnissen, insbesondere bei Funkmeldungen, kann es passieren, dass einzelne Zeichen des Geheimtextes aufgrund von Störungen verstümmelt werden. Statt des gesendeten „DDD“ empfängt der Adressat dann plötzlich zum Beispiel „DXD“. Ist der Code jedoch redundant ausgelegt, beispielsweise so, dass stets drei identische Buchstaben (oder drei im Alphabet aufeinanderfolgende Buchstaben) auftreten müssen, so kann der Empfänger aus „DXD“ wieder „DDD“ rekonstruieren („entstümmeln“) und so trotz gestörten Empfangs die korrekte Nachricht entschlüsseln.
Codebücher müssen, insbesondere im militärischen Gebrauch, unbedingt geheim gehalten werden und dürfen keinesfalls unversehrt „in Feindeshand fallen“. Daher wurden sie häufig speziell präpariert, um sie im Notfall leicht und schnell zerstören zu können. So wählte man Papier und Tinte so, dass die Schrift bei Kontakt mit Wasser verlief und unleserlich wurde. Auch nutzte man besonders dünnes Papier, um Gewicht zu sparen, aber auch die Zerstörung durch Anzünden oder notfalls durch Aufessen zu ermöglichen.